# Campionati mondiali di nuoto in vasca corta 2024 - 200 metri rana maschili
La gara dei 200 metri rana maschili dei campionati mondiali di nuoto in vasca corta 2024 si è svolta il 13 dicembre 2024 presso la Duna Aréna di Budapest.

## Podio
| Pos.    | Atleta          | Nazione  |
| ------- | --------------- | -------- |
| Oro     | Carles Coll     | Spagna   |
| Argento | Kirill Prigoda  | NAB      |
| Bronzo  | Yamato Fukasawa | Giappone |

## Record
Prima della manifestazione il record del mondo (RM) e il record dei campionati (RC) erano i seguenti.
|  | 2'00"16 | Kirill Prigoda | 13 dicembre 2018 Hangzhou |
|  | 2'00"16 | Kirill Prigoda | 13 dicembre 2018 Hangzhou |

Durante la competizione non sono stati migliorati record.

## Programma
| Data             | Ora   | Turno    |
| ---------------- | ----- | -------- |
| 13 dicembre 2024 | 9:40  | Batterie |
| 13 dicembre 2024 | 17:50 | Finale   |

## Risultati

### Batterie
| Pos. | Batteria | Corsia | Atleta                  | Nazionalità                   | Tempo   | Note |
| ---- | -------- | ------ | ----------------------- | ----------------------------- | ------- | ---- |
| 1    | 3        | 5      | Yamato Fukasawa         | Giappone                      | 2'02"24 | Q    |
| 2    | 3        | 4      | Aleksandr Zhigalov      | NAB                           | 2'02"46 | Q    |
| 3    | 4        | 1      | AJ Pouch                | Stati Uniti                   | 2'03"06 | Q    |
| 4    | 4        | 4      | Kirill Prigoda          | NAB                           | 2'03"61 | Q    |
| 5    | 5        | 3      | Carles Coll             | Spagna                        | 2'03"63 | Q    |
| 6    | 4        | 5      | Caspar Corbeau          | Paesi Bassi                   | 2'03"86 | Q    |
| 7    | 4        | 3      | Il'ja Šymanovič         | NAA                           | 2'04"11 | Q    |
| 8    | 5        | 4      | Joshua Yong             | Australia                     | 2'04"15 | Q    |
| 9    | 5        | 5      | Qin Haiyang             | Cina                          | 2'04"42 |      |
| 10   | 3        | 3      | Joshua Collett          | Australia                     | 2'04"48 |      |
| 11   | 4        | 0      | Jan Kałusowski          | Polonia                       | 2'04"63 |      |
| 12   | 4        | 6      | Cho Sung-jae            | Corea del Sud                 | 2'04"78 |      |
| 13   | 5        | 0      | Denis Petrashov         | Kirghizistan                  | 2'05"45 |      |
| 14   | 3        | 2      | Darius Coman            | Romania                       | 2'06"19 |      |
| 14   | 5        | 2      | Adam Chillingworth      | Hong Kong                     | 2'06"19 |      |
| 16   | 3        | 6      | Yu Zongda               | Cina                          | 2'06"24 |      |
| 17   | 3        | 7      | Eoin Corby              | Irlanda                       | 2'06"45 |      |
| 18   | 4        | 7      | Andrius Šidlauskas      | Lituania                      | 2'06"65 |      |
| 18   | 5        | 6      | Adam Mak                | Hong Kong                     | 2'06"65 |      |
| 20   | 5        | 7      | Berkay Öğretir          | Turchia                       | 2'07"54 |      |
| 21   | 4        | 9      | Oliver Dawson           | Canada                        | 2'07"61 |      |
| 22   | 2        | 5      | Vicente Villanueva      | Cile                          | 2'07"69 |      |
| 23   | 5        | 8      | Tsai Ruei-hong          | Taipei cinese                 | 2'07"75 |      |
| 24   | 4        | 2      | Christopher Rothbauer   | Austria                       | 2'09"23 |      |
| 25   | 5        | 1      | Matthew Randle          | Sudafrica                     | 2'09"63 |      |
| 26   | 3        | 0      | Juan García             | Colombia                      | 2'09"66 |      |
| 27   | 5        | 9      | Einar Margeir Ágústsson | Islanda                       | 2'09"97 |      |
| 28   | 2        | 3      | Jaouad Syoud            | Algeria                       | 2'10"19 |      |
| 29   | 2        | 2      | Emmanuel Gadson         | Bahamas                       | 2'10"49 |      |
| 30   | 3        | 9      | Maksim Manolov          | Bulgaria                      | 2'11"12 |      |
| 31   | 2        | 1      | Giacomo Casadei         | San Marino                    | 2'11"91 |      |
| 32   | 2        | 6      | Amro Al-Wir             | Giordania                     | 2'12"03 |      |
| 33   | 3        | 8      | Louis Droupy            | Svizzera                      | 2'12"78 |      |
| 34   | 2        | 4      | Daniils Bobrovs         | Lettonia                      | 2'13"00 |      |
| 35   | 3        | 1      | Constantin Malachi      | Moldavia                      | 2'13"20 |      |
| 36   | 2        | 8      | Jacob Story             | Isole Cook                    | 2'14"33 |      |
| 37   | 2        | 9      | Steven Insixiengmay     | Laos                          | 2'14"37 |      |
| 38   | 1        | 5      | Alexandros Grigoriou    | Cipro                         | 2'14"40 |      |
| 39   | 1        | 3      | Mohammed Al-Otaibi      | Arabia Saudita                | 2'16"10 |      |
| 40   | 2        | 0      | Saud Ghali              | Brunei                        | 2'17"16 |      |
| 41   | 2        | 7      | Jonathan Raharvel       | Madagascar                    | 2'18"13 |      |
| 42   | 1        | 4      | Kouki Cerezo Watanabe   | Isole Marianne Settentrionali | 2'25"70 |      |

### Finale
| Pos.    | Corsia | Atleta             | Nazionalità | Tempo   | Note |
| ------- | ------ | ------------------ | ----------- | ------- | ---- |
| Oro     | 2      | Carles Coll        | Spagna      | 2'01"55 |      |
| Argento | 6      | Kirill Prigoda     | NAB         | 2'01"88 |      |
| Bronzo  | 4      | Yamato Fukasawa    | Giappone    | 2'02"01 |      |
| 4       | 5      | Aleksandr Zhigalov | NAB         | 2'02"12 |      |
| 5       | 7      | Caspar Corbeau     | Paesi Bassi | 2'02"44 |      |
| 6       | 3      | AJ Pouch           | Stati Uniti | 2'02"84 |      |
| 7       | 8      | Joshua Yong        | Australia   | 2'03"21 |      |
| 8       | 1      | Il'ja Šymanovič    | NAA         | 2'03"49 |      |